# POWER2
POWER2（パワーツー）は、IBMが設計・製造した、POWER命令セットアーキテクチャを持った、マルチチップのマイクロプロセッサである。POWER2はPOWER1の後継として1993年に登場した。1994年には改良版のPOWER2+（パワーツープラス）が、1996年にはPOWER2後継でシングルチップのP2SC(POWER2 Super Chip)が登場し、1998年には更に後継のPOWER3に置き換えられた。

## 概要
POWER2の当初の名称はRIOS2で、1993年8月にIBM RS/6000システムに搭載されて登場した。POWER2は発表時点では、Alpha 21064を凌駕した、最速のマイクロプロセッサだった。しかし1993年にAlpha 21064Aが発表されると2番目となった。IBMは62.5 MHzのPOWER2の性能を、SPECint92 で 73.3、SPECfp92 で 134.6 と主張した。

## POWER2+
POWER2の改良版はトランザクション処理に最適化され、1994年5月にPOWER2+として発表された。トランザクション処理のワークロードは、追加された512KB、1MB、2MBの容量のL2キャッシュの恩恵を受けた。

## P2SC
P2SC (POWER2 Super Chip)は、1996年にPOWER2の後継としてリリースされた。8チップであったPOWER2の、1チップでの実装であり、IBMの0.29 μm 5層 メタル CMOS-6S 製造プロセスによる、335 mm2 のダイ上に、15 百万トランジスタを集積した。 最初のバージョンは、71.5 MHz の POWER2 の約2倍である、120 または 135 MHz で稼働し、メモリおよびI/Oバスは更に高いクロックを柔軟にサポートするように半分の速度で稼働した。IBMはこのバージョンの性能を、SPECint95_base で 5.5、SPECfp95_base で 14.5 と主張している。
1997年10月のMicroprocessor Forumでは、0.25 μm CMOS-6S2 プロセスで製造された、更に高速な 160 MHz バージョンが発表された。
P2SCはPOWER2の完全なコピーではなく、L1データキャッシュとデータ用トランスレーション・ルックアサイド・バッファ(TLB)の容量は、128KBと256エントリーに半減されていた。